# Linje 2 (Göteborgs spårvägar)
Linje 2 är en spårvagnslinje i Göteborg som har sitt ursprung i ringlinjen öppnades som en del av det ursprungliga nätet 1902.
Från och med tidtabellsskiftet den 21 augusti 2023 kortades spårvagnslinje 2 genom att den vände vid Lana i riktning mot Mölndals innerstad. Orsaken var brist på förare. Linjen återupptog ordinarie linjesträckning från och med den 12 februari 2024, men med reducerat antal turer till följd av fortsatt förarbrist.

## Linjehistorik[3]
- Under hösten 1902 öppnade Ringlinien etappvis på sträckan Linnéplatsen - Järntorget - Vasagatan - Valand - Drottningtorget - Skeppsbron - Vasagatan - Annedal - Linnéplatsen. Ringen trafikerades åt båda hållen och hade vita skyltar och lanternor.
- 1907 infördes linjenummer och vagnarna i ovan nämnda riktning fick nummer 2 och andra riktningen fick nummer 1.
- 1946 Ringlinien dras ut till Hisingen (Lundby, Gropegårdsgatan) mellan Centralstationen och Lilla Bommen.
- 1954 Ringlinien görs om till en vanlig linje som får nummer 1, linje 2 försvinner.
- 1956 Linje 1 delas upp i två och linje 2 återuppstår, nu med gul linjefärg. Linje 2 får sträckningen Brämaregården (Vågmästareplatsen) - Skeppsbron - Grönsakstorget - Vasaplatsen - Vasagatan - - Annedal -Linnéplatsen.
- 1960 Linjen förlängs till Wieselgrensplatsen.
- 1962-1966 Linjen förlängs etappvis förbi Linnéplatsen till Tynnered. Frölundaborg 1962, Frölunda 1964 och Tynnered 1966.
- 1971 Spåren på Skeppsbron rivs och linje 2 läggs om så den går via Drottninggatan mellan Domkyrkan och Göta Älvbron.
- 1974 Förlängs till Eketrägatan
- 1976 Förlängs till Biskopsgården
- 1989 Linje 2 förkortas från Tynnered till Marklandsgatan då Linje 7 tar över den sträckan.
- 1993 Linje 2 och 3 byter ändhållplats i söder, ny ändhållplats för linje 2 är Frölunda.
- 1997 Linje 1 och 2 byter ändhållplats i söder, ny ändhållplats för linje 2 är Axel Dahlströms torg.
- 2002 Chalmerstunneln öppnar och linje 2 kopplas ihop med linje 6 vid Sahlgrenska. Ny sträckning i söder är Sahlgrenska - Linneplatsen - Järntorget - Grönsakstorget och vidare fast avkortas till Eketrägatan.
- 2003 Spåren i Skånegatan öppnar och linje 6 kan ta över hela linje 2 utan att möta sig själv. Linje 2 läggs ner.
- 2006 Linje 2 återkommer och återfår sin gamla sträckning från Axel Dahlströms torg till Brunnsparken via Annedal. Därifrån tar den över linje 14s sträckning och fortsätter via Ullevi - Skånegatan - Mölndalsvägen till Krokslätt (Lana).
- 2011 Förlängs linje 2 till Mölndal och får dagens sträckning.

## Framtid
När spårvagnsspåren till Lindholmen öppnas 14 december 2025 så kommer linje 2 köra vanlig väg mellan Axel Dahlströms torg och Brunnsparken. Sedan kommer den köra till Hisingen där den ersätter linje 10 mellan Brunnsparken och Biskopsgården via Nordstan. Sträckan Centralstationen till Mölndal kommer att ersättas av nya linje 12.